# 北ノ庄城の戦い
北ノ庄城の戦い（きたのしょうじょうのたたかい）は、天正11年（1583年）4月に織田家重臣である、羽柴秀吉と柴田勝家の間に起こった戦いである。主戦場は、越前国北ノ庄城である。

## 背景
賤ヶ岳の戦いに敗れた柴田勝家は、柳ヶ瀬を逃れ、越前に入り、虎杖・今ノ庄を経て､府中を過ぎて前田利家に年来の交誼を謝し、勝家は、利家は元来秀吉とは親密な間柄であるから、自分のことは心配しないで、秀吉と和解するように言ったとされる（『前田家譜』）。また勝家は利家に必ず秀吉を頼むようにと述べたともされる（『賤ヶ岳の合戦記』）（『余吾物語』）。勝家が利家に対して、その裏切りを責めないで、年来の交誼を謝し、更に秀吉に降れといい、利家の人質を返したことは、心温まる行為であった。
夜に居城の北ノ庄城に帰り着いた。そして柴田弥左衛門、小島若狭、中村与左衛門ら近臣を集めて守城について議論をした（『秀吉事記』）。
一方、秀吉は堀秀政を先鋒として勝家の後を追わせ、越前に入った。今ノ庄に宿陣し、翌4月22日は府中に入り前田利家を降し、堀秀政に府中城を守らせ、23日、秀吉は前田利家を道案内役とさせ足羽川を渡り北ノ庄に迫った。

## 籠城戦
勝家は北ノ庄城の防備を策したが、集めた兵は3千に過ぎなかったとされる。そこで二・三の丸だけに兵員を配備し、旗指物を長壁にかざり、士卒の妻子は、縁故についてそれぞれ離散させた（『秀吉事記』）（『毛利家文書』）（『太閤記』）（『賤ヶ岳合戦記』）。4月23日、秀吉は勝家の残兵を追いかけて､前田利家を先鋒とし、自らもやって来て北庄城に追いつめ、宕山に本営を構え、兵には竹束を盾として城に近づき､鉄砲を放って攻撃させた。そして夜中になって本丸の土居際､城壁の十間・十五間のところまで追いつめた（『吉村文書』）（『秀吉事記』）（『太閤記』）。

### 最後の宴
4月23日の夜、勝家は一族および近臣80余人を本丸の天守に集めて宴会し、名残を惜しんで曙に及んだ。勝家は妻であるお市に城を出るようにすすめたが、これを拒絶し一緒に死ぬことを望んだので勝家もこの望みに従ったが三人の娘は城から出すこととした（『秀吉事記』）（『太閤記』）（『賤ヶ岳合戦記』）（『柴田勝家始末記』）。

### 3人の娘の庇護を懇願する
3人の娘たちの行く末を心配していた、勝家の正室・お市の方は、北ノ庄城の落城の際に庇護を受ける秀吉に直筆の書状を送り、3人の身柄の保障を求めたとされる（『溪心院文』）。

## 落城
4月24日、秀吉は午前4時から本丸への攻撃を始めた。柴田方の精兵200人が弓や鉄砲でこれを防いだ。このため秀吉方は多数の戦傷者が出たため、正午ころ、秀吉は精兵数百人を選び、手槍打物をもって突入させた。勝家の兵も反撃したもののその人数は減じていった。
勝家は天主の梯子を引き、その九重目に登り、勝家が腹の切りよう見申して後学にせよと叫んで、お市の方をはじめとして一族子女を次々に刺殺し、左の脇に刺し立て、右の背骨に引きつけ、返す刃に胸の下から臍のまで割いて五臓六腑を掻き出し侍臣中村聞荷斎を呼んで介錯させたという。これに殉死するもの80余人、中村聞荷斎は火薬に火をつけ、天主とともに勝家の一族は悉く滅んだとされる。午後5時であった。